# Valkla
Valkla es una localidad situada en el municipio de Kuusalu, en el condado de Harju, Estonia. Tiene una población estimada, en 2021, de 368 habitantes.
Está ubicada al este del condado, cerca de la costa del mar Báltico, de la frontera con el condado de Lääne-Viru y del parque nacional de Lahemaa.